# Juan Castellano Gállego
Juan Castellano Gállego (1900-1990) fue un ingeniero militar español.

## Biografía
Nació el 3 de febrero de 1900. El 8 de agosto de 1914, ingresa tras superar las pruebas selectivas en la Academia de Ingenieros de Guadalajara, obteniendo el grado de teniente al graduarse el 12 de julio de 1920. Tras el estallido de la Guerra civil, se mantuvo leal a la República, pasando a formar parte con posterioridad del Ejército Popular de la República. Llegaría a ser comandante general de ingenieros en el Ejército de Andalucía. También estuvo asignado al XIII Cuerpo de Ejército del frente de Levante. En el transcurso de la contienda alcanzó el rango de teniente coronel. Posteriormente, en democracia se le reconoció el grado de coronel. 